# Dolisie missionsstation
Dolisie missionsstation var en svensk missionsstation som låg vid Dolisie i Franska Ekvatorialafrika (nuvarande Kongo-Brazzaville). Missionsstationen grundades 1938 av Svenska Missionsförbundet (S.M.F.) som en del av den svenska kongomissionen. Det var missionärerna David Peterson och John Jönsson som inledde arbetet vid Dolisie. Stationen hade grundats av Amerikanska Alliansmissionen (Christian and Missionary Alliance). De hade dock problem med bland annat den franska skollagstiftningen men också språket vilket ledde till att svenskarna tog över arbetet.

## Collège Hammar
En skola med högre utbildning öppnades 1 oktober 1964 vilken fick namnet Collège Hammar efter missionär Johan Hammar. Utbildningen räknades som en 4-årig realskola som bygger på 6-årig folkskola. 1966 fanns endast en linje. Skolan övertogs av den kongolesiska staten och fick då behålla sitt namn.

## Personer vid Dolisie
Förutom redan nämnda personer var bland annat följande missionärer verksamma vid stationen: Holger Furusand, Algot och Olga Hyllienmark. Daniel Ndoundou och Jean Yayaka avskildes till pastorer den 16 juni 1946 i Dolisie.